# Vassilis Khatzipanagís
Vassilis «Vàssia» Khatzipanagís (grec: Βασίλης Χατζηπαναγής, 26 d'octubre de 1954) és un exfutbolista grec de la dècada de 1970, nascut a l'Uzbekistan. Fou conegut com el Maradona grec.
Fou internacional amb la selecció olímpica soviètica i amb la selecció grega.
Pel que fa a clubs, defensà els colors de l'Iraklis i Pakhtakor Tashkent.
El 2004 fou escollit Golden Player de la UEFA.

## Palmarès
Pakhtakor
- Segona divisió soviètica
  - 1972[8]

Iraklis
- Copa grega de futbol
  - 1975-76
- Copa balcànica de clubs
  - 1985